# OGLE2-TR-L9
OGLE2-TR-L9 – gorąca gwiazda typu widmowego F położona w gwiazdozbiorze Kila.
W 2008 odkryto krążącą wokół niej planetę OGLE2-TR-L9 b.